# Kalakamati
Kalakamati ist ein Dorf im North East District von Botswana. Es liegt auf einer Höhe von 930 m im Süden und bis zu 1.300 m im Norden.

## Domboshaba-Ruinen

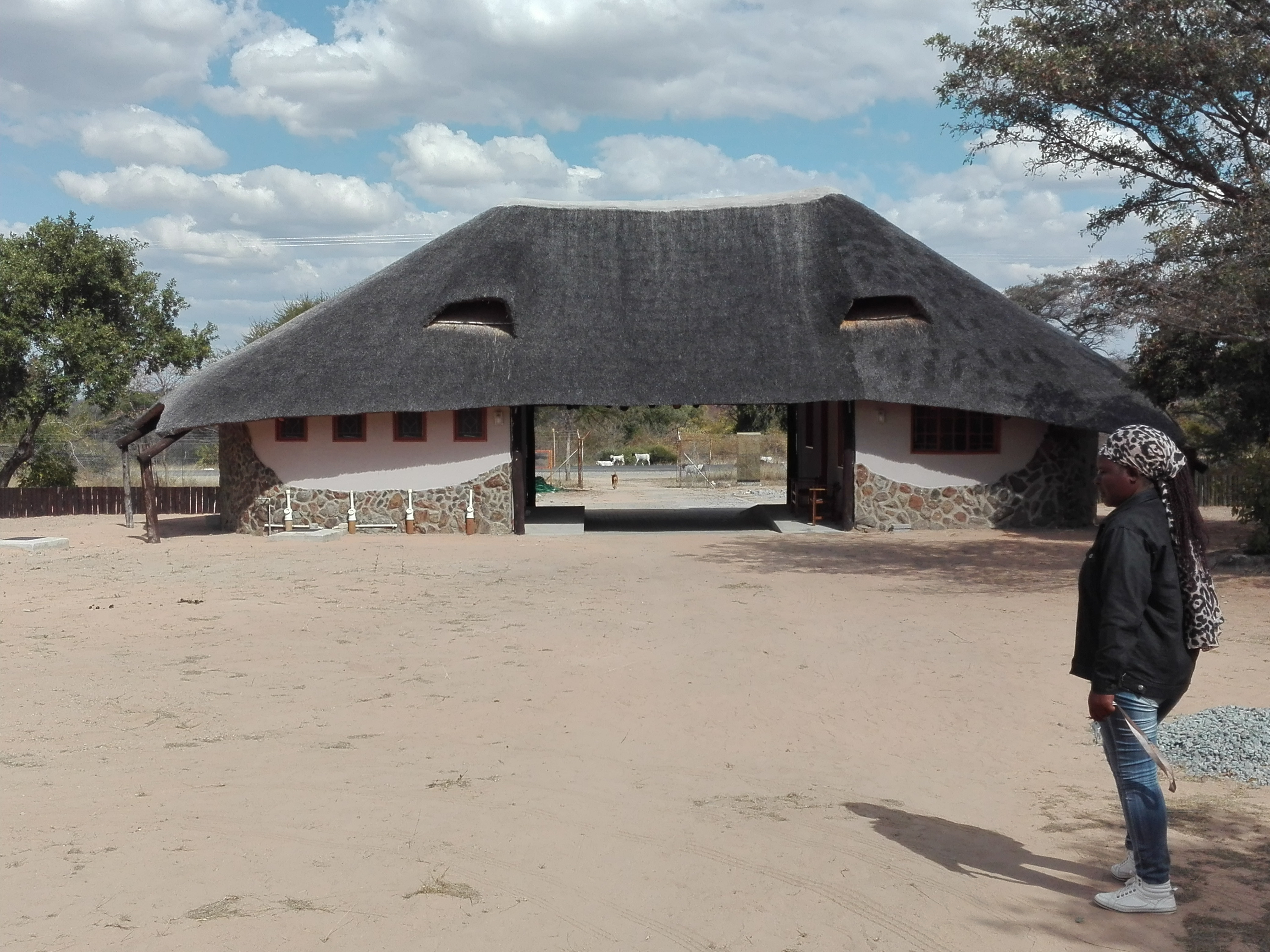
Eingangsbereich zum Nationaldenkmal Domboshaba

Auf dem Gemeindegebiet befinden sich die Domboshaba-Ruinen, welchen Bedeutung als umwehrtes Zentrum eines präkolonialen Königreiches mit ausgedehnten Handelsbeziehungen zugeschrieben wird. Der Name Domboshaba stammt aus der Shona-Sprache und bedeutet etwa „Hügel des Handels“, das der ehemaligen Funktion entspricht. Nach anderer Auffassung wird der Name mit „Rot“ oder „Eland-Hügel“ gedeutet. Die Fund- und Ausgrabungsstätte ist heute ein Nationaldenkmal unter der kuratorischen Aufsicht des Botswana National Museum in Gaborone und als Freilichtmuseum zugänglich. Die Anlage repräsentiert die Simbabwe-Kultur auf dem Territorium des heutigen Nachbarstaates.
In der Nähe eines Brunnens sind im Schutz von zwei großen Felsen Felszeichnungen erhalten. Erkennbar sind zwei Giraffen in Dunkelrot, eine von ihnen weiß umrandet, des Weiteren Elefanten, einige Käfer und weitere Figuren, einige rot und einige in Ockergelb ausgeführt.
Die Grafiken werden dem San (Volk) der Jungsteinzeit zugeschrieben, von welchem in der Gegend auch Pfeilspitzen gesammelt und Straußeneierschalen gefunden wurden.